# Irom Chanu Sharmila

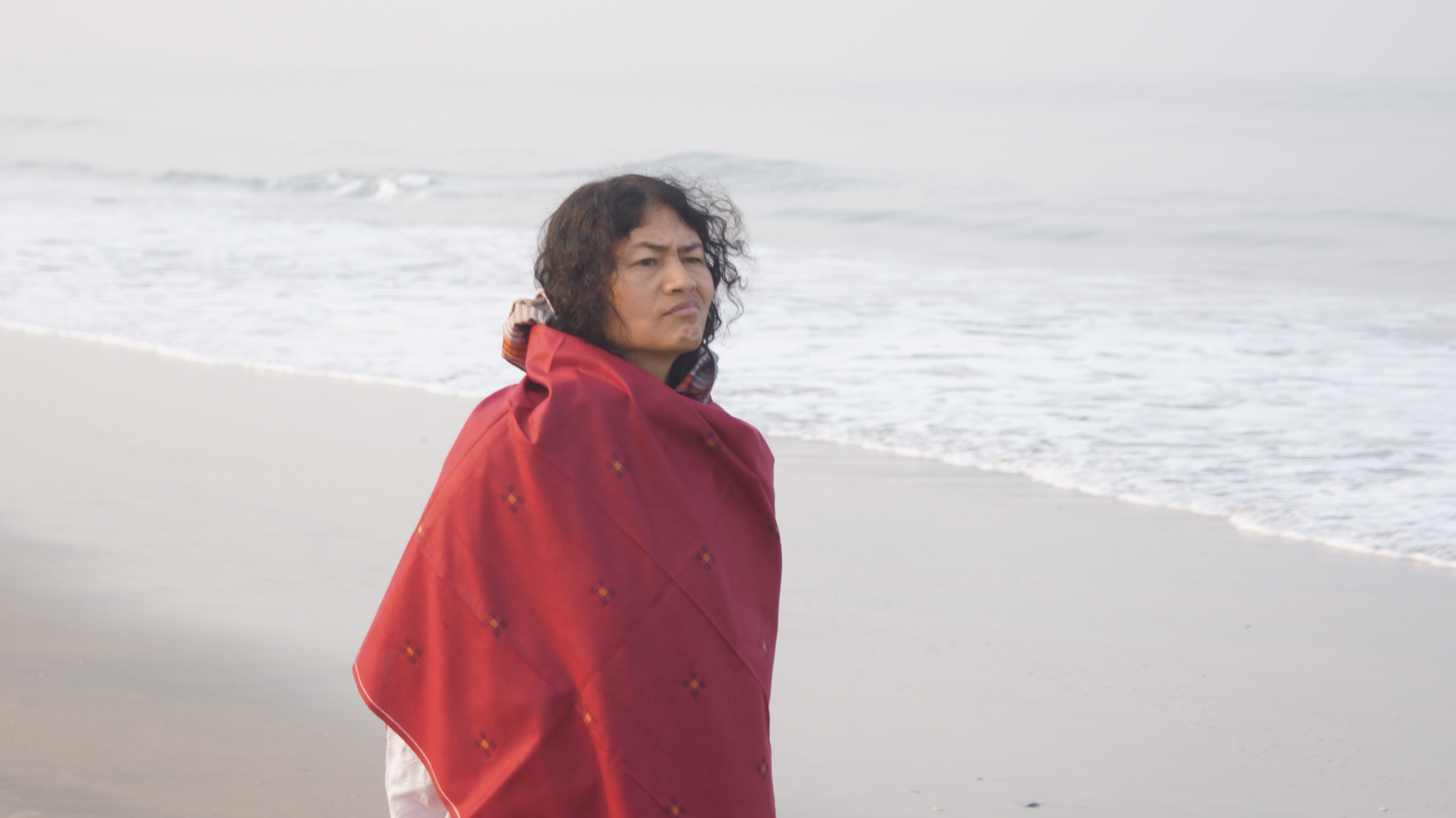
Irom Chanu Sharmila

Irom Chanu Sharmila (auch Irom Sharmila Chanu; * 14. März 1970 in Manipur) ist eine indische Menschenrechtlerin.

## Leben
Chanu arbeitete für eine Nichtregierungsorganisation, für die sie Gewaltakte des Militärs untersuchen sollte. In Manipur häuften sich Berichte über Militärsgewalt, weil das AFSPA-Gesetz (Armed Forces Special Powers Act) in Unruhegebieten Hausdurchsuchungen, Verhaftungen, Gewaltanwendungen bei Verhören und Gebrauch der Waffe ohne spezielle Befugnis ermöglicht. 
Am 2. November 2000 nahm Chanu an einem Friedensmarsch teil. Am selben Abend erschoss eine Anti-Terror-Truppe zehn Zivilisten, worauf sie die Wirkung ihrer Arbeit und solcher Friedensmärsche in Frage stellte. Sie trat, bis dieses Gesetz abgeschafft würde, in einen Hungerstreik. Wenige Tage später wurde sie wegen versuchten Selbstmords verhaftet und erhielt eine Gefängnisstrafe von einem Jahr. Nach ihrer Freilassung wurde sie erneut verhaftet und zu einem weiteren Jahr verurteilt.
Weil sie ihr Fasten nicht beenden wollte, wurde sie 15 Jahre lang im Krankenhaus über eine Magensonde zwangsernährt und isoliert. Im Januar 2015 wurde sie dann entlassen, weil Selbstmord in Indien nicht mehr strafbar ist.
Am 26. Juli 2016 verkündete sie, ihren fast 16 Jahre langen Hungerstreik am 9. August 2016 zu beenden um bei den Wahlen in Manipur anzutreten und somit ihren „Kampf“ in der Politik fortzusetzen.

## Auszeichnungen
- 2007: Gwangju-Menschenrechtspreis